# Пођето (Прато)
Пођето је насеље у Италији у округу Прато, региону Тоскана.
Према процени из 2011. у насељу је живело 1588 становника. Насеље се налази на надморској висини од 42 м.